# تاريخ سيشل

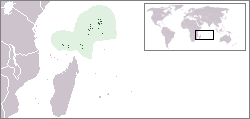

عرف الملاحون العرب وغيرهم من البحارة بلا شك بشأن سيشل لعدة قرون. ولكن، يعود التاريخ المسجل لسيشل إلى الأسطول الحربي الرابع للهند البرتغالية الذي قاده فاسكو دا غاما. في 15 مارس 1503، سجل الكاتب ثومي لوبيز رؤية جزيرة مرتفعة، بلا شك هي واحدة من الجزر الغرانيتية وعلى الأرجح هي جزيرة سيلهويت. سُجل أول وصول إلى الجزيرة بواسطة الرجال الذين كانوا على متن سفينة أسكينشت الإنجليزية التابعة لشركة الهند الشرقية، والتي وصلت إلى سيشل في يناير 1609. ادعى الفرنسيون أحقيتهم بالجزيرة في 1756. بقيت سيشل غير مأهولة حتى وصل إليها أول المستوطنون على متن السفينة ثيليماكي، التي وصلت في 27 أغسطس 1770. أنزل القبطان ليبلانك ليكوري أول المستعمرين، والذين تكونوا من 15 رجل أبيض، وثمانية أفارقة وخمسة هنود. تطورت اللغة الكريولية السيشيلية كوسيلة لتواصل بين الأعراق المختلفة. وصلت الفرقاطة البريطانية أورفيوس بقيادة القبطان هنري نيوكام إلى ماهيه في 16 مايو 1794. صيغت شروط الاستسلام، وفي اليوم التالي استسلمت سيشل لبريطانيا. بعد سقوط موريشيوس في يد القوات البريطانية، وصل قبطان سفينة نيسوس، فيليب بيفر، إلى ماهيه في 23 أبريل 1811 واستولى على سيشل لتصبح مستعمرة دائمة لبريطانيا. أصبحت سيشل جمهورية مستقلة في 1976. بعد الانقلاب، حكم نظام اشتراكي ذو حزب واحد البلاد من 1977 وحتى 1993. فاز مرشحو نفس الحزب بالانتخابات الديمقراطية اللاحقة.

## تاريخ ما قبل الاستعمار
لا يُعرف التاريخ القديم (ما قبل الاستعمار الأوروبي) لآيسيل دي سيشيل أو سيشل. ربما بقى الملايو من بورنيو، الذين استوطنوا مدغشقر في نهاية المطاف، هنا خلال الفترة التي تتراوح بين عامي 200-300 تقريبًا. ربما كان الملاحون العرب، أثناء رحلاتهم التجارية عبر المحيط الهندي، على دراية بالجزر على الرغم من أنهم لم يستوطنوها.
كان العرب يتاجرون في اللودواسيا المالديفية ذات القيمة العالية، والتي وُجدت في سيشل فقط، قبل اكتشاف الأوروبيين للجزر بوقت طويل. يمكن للبندقة المنجرفة أن تطفو، وقد وُجدت منجرفة على شواطئ المالديف وإندونيسيا.

## عصر الاكتشافات
في 15 مارس 1503، شاهد فاسكو دا غاما، المبحر من الهند إلى شرق أفريقيا، ما كان بكل تأكيد جزيرة سيلهويت وفي اليوم التالي، جزيرة ديروش. بدأت الجزر الغرانيتية في الظهور في الخرائط البرتغالية باسم الأخوات السبعة.
في مارس 1608، أبحر أسطول تجاري لشركة الهند الشرقية الإنجليزية باتجاه الهند. في 19 يناير 1609، شاهد طاقم أسكينشان «أرضًا مرتفعة» واتجهوا نحوها بعدما ضلوا طريقهم أثناء العاصفة. رسوا «كما لو كانوا في بركة». وجدوا جزيرة غير مأهولة تتوفر فيها المياه العذبة والأسماك وجوز الهند والطيور والسلاحف البحرية والسلاحف العملاقة، ما استخدموه في إعادة ملأ مخازنهم. أبحرت أسكينشان، وأرسلوا تقريرًا بما وجدوه، ولكن البريطانيين لم يتخذوا أي إجراء.
قبل نهاية القرن السابع عشر، وصل القراصنة في المحيط الهندي قادمين من الكاريبي وأسسوا قاعدة في مدغشقر، ومن هناك اوقعوا بالسفن الداخلة والخارجة من البحر الأحمر والخليج العربي.
احتل الفرنسيون أيسيل دي فرانس (موريشيوس حاليًا) منذ 1715. كانت تلك المستعمرة تزداد أهمية، وفي عام 1735، عُين الحاكم الهمام برتراند فرانسوا ماهيه دي لا بوردونايز (1699–1753). كانت مهمته حماية الخط الملاحي الفرنسي إلى الهند. حوّل لا بوردونايز، لكونه ملاحًا، اهتمامه نحو إيجاد طريقًا أسرع من موريشيوس إلى الهند. ولهذه الغاية، أرسل في عام 1742 بعثة بقيادة لازار بيكو لرسم خريطة دقيقة للجزر الواقعة شمال شرق مدغشقر.
في نوفمبر 1742، رست إليزابيث وتشارليز على ماهيه في أنس بويلاو (ليس بايي لازار، سُميت لاحقًا بالخطأ بمكان وصول بيكو). وجدوا أرض رخاء. في الحقيقة، سمى بيكو الجزيرة إلي دو أبوندانس. كانت خريطة بيكو سيئة، لذا استُدعي للعودة من الجزيرة في عام 1744 وسمى الجزيرة الرئيسية باسم ماهيه (تكريمًا لرئيسه ماهيه دي لا بوردونايز)، وسُميت مجموعة الجزر باسم إليس دي لا بوردونايز. عقد آمالًا كبيرة على إليس دي لا بوردونايز. ولكن الجزر نُسيت مرة أخرى عندما استُبدل لا بوردونايز في عام 1746.